# Municipio de Garfield (condado de Montgomery)
Garfield Township es un municipio del condado de Montgomery, Iowa, Estados Unidos. Según el censo de 2020, tiene una población de 200 habitantes.
Es una subdivisión exclusivamente geográfica, puesto que el estado de Iowa no utiliza la herramienta de los townships como gobiernos municipales.

## Geografía
Está ubicado en las coordenadas 41°1′25″N 95°19′23″O / 41.02361, -95.32306. Según la Oficina del Censo de los Estados Unidos, tiene una superficie total de 91,74 km², de la cual 91,73 km² corresponden a tierra firme y 0,01 km² es agua.

## Demografía
Según el censo de 2020, hay 200 personas residiendo en la zona. La densidad de población es de 2,18 hab./km². El 96,0 % de los habitantes son blancos; el 0,5% es de otra raza, y el 3,5 % son de una mezcla de razas. Del total de la población, el 1,5 % son hispanos o latinos de cualquier raza.